# Stupor
Stupor ('verstarring') is een geestelijke hersentoestand  waarbij sprake is van een sterke vermindering of totale opheffing van het bewustzijn en de cognitieve functies. Dit gaat gepaard met onbeweeglijkheid van het lichaam. Meestal is de persoon volledig bewegingsloos en reageert niet meer op de buitenwereld. Het lijkt alsof de persoon slaapt maar wanneer de persoon krachtig wordt gestimuleerd (schudden, zeer luid toespreken, pijnprikkel), wordt de persoon alert door de ogen te openen en door zijn ogen te bewegen en kan hij voor korte tijd ontwaken. 
Een stupor kan optreden na zeer hevige emoties of deel uitmaken van het beloop van bepaalde ziekten zoals schizofrenie en ernstige depressies. Ook als gevolg van trauma of andere aandoeningen kan deze toestand optreden.